# إدوارد ديفيز
إدوارد ديفيز (بالإنجليزية: Edward Davies)‏ هو سياسي أمريكي، ولد في 1 نوفمبر 1779 في الولايات المتحدة، وتوفي بنفس المكان في 17 مايو 1853. حزبياً، نشط في مناهضة الماسونية. وقد انتخب عضو مجلس نواب بنسيلفانيا وانتخب عضو مجلس النواب الأمريكي.